# Seszele na Letnich Igrzyskach Olimpijskich 2016
Seszele na Letnich Igrzyskach Olimpijskich 2016, które odbyły się w Rio de Janeiro, reprezentowało 10 zawodników – 8 mężczyzn i 2 kobiety.
Był to dziewiąty start reprezentacji Seszeli na letnich igrzyskach olimpijskich.

## Reprezentanci

### Boks
Mężczyźni
| Zawodnik         | Konkurencja | 1/16             | 1/8              | Ćwierćfinał      | Półfinał         | Finał            | Finał   |
| Zawodnik         | Konkurencja | Przeciwnik Wynik | Przeciwnik Wynik | Przeciwnik Wynik | Przeciwnik Wynik | Przeciwnik Wynik | Pozycja |
| ---------------- | ----------- | ---------------- | ---------------- | ---------------- | ---------------- | ---------------- | ------- |
| Andrique Allisop | waga lekka  | Joyce P 0-3      | NQ               | NQ               | NQ               | NQ               | NQ      |

### Judo
Mężczyźni
| Zawodnik        | Konkurencja | 1/16             | 1/8               | Ćwierćfinał      | Półfinał         | Repasaż          | Finał/BM         | Finał/BM |
| Zawodnik        | Konkurencja | Przeciwnik Wynik | Przeciwnik Wynik  | Przeciwnik Wynik | Przeciwnik Wynik | Przeciwnik Wynik | Przeciwnik Wynik | Pozycja  |
| --------------- | ----------- | ---------------- | ----------------- | ---------------- | ---------------- | ---------------- | ---------------- | -------- |
| Dominic Dugasse | - 100 kg    | BYE              | Darwish P 000-100 | NQ               | NQ               | NQ               | NQ               | NQ       |

### Lekkoatletyka
Mężczyźni
| Zawodnik   | Konkurencja        | Eliminacje | Eliminacje | Półfinał | Półfinał | Finał    | Finał   |
| Zawodnik   | Konkurencja        | Rezultat   | Miejsce    | Rezultat | Miejsce  | Rezultat | Miejsce |
| ---------- | ------------------ | ---------- | ---------- | -------- | -------- | -------- | ------- |
| Ned Azemia | 400 m przez płotki | 50,74 NR   | 8.         | NQ       | NQ       | NQ       | NQ      |

Kobiety
| Zawodniczka   | Konkurencja | Eliminacje | Eliminacje | Finał    | Finał   |
| Zawodniczka   | Konkurencja | Rezultat   | Miejsce    | Rezultat | Miejsce |
| ------------- | ----------- | ---------- | ---------- | -------- | ------- |
| Lissa Labiche | skok wzwyż  | 1,85       | =20.       | NQ       | NQ      |

### Pływanie
Mężczyźni
| Zawodnik     | Konkurencja          | Eliminacje | Eliminacje | Półfinał | Półfinał | Finał | Finał   |
| Zawodnik     | Konkurencja          | Czas       | Miejsce    | Czas     | Miejsce  | Czas  | Miejsce |
| ------------ | -------------------- | ---------- | ---------- | -------- | -------- | ----- | ------- |
| Adam Viktora | 50 m stylem dowolnym | 24,32      | 56.        | NQ       | NQ       | NQ    | NQ      |

Kobiety
| Zawodniczka  | Konkurencja              | Eliminacje | Eliminacje | Półfinał | Półfinał | Finał | Finał   |
| Zawodniczka  | Konkurencja              | Czas       | Miejsce    | Czas     | Miejsce  | Czas  | Miejsce |
| ------------ | ------------------------ | ---------- | ---------- | -------- | -------- | ----- | ------- |
| Alexus Laird | 100 m stylem grzbietowym | 1:03,33    | 27.        | NQ       | NQ       | NQ    | NQ      |

### Podnoszenie ciężarów
Mężczyźni
| Zawodnik            | Konkurencja | Rwanie | Rwanie  | Podrzut | Podrzut | Razem  | Pozycja |
| Zawodnik            | Konkurencja | Wynik  | Pozycja | Wynik   | Pozycja | Razem  | Pozycja |
| ------------------- | ----------- | ------ | ------- | ------- | ------- | ------ | ------- |
| Rick Yves Confiance | - 62 kg     | 105 kg | 14.     | 127 kg  | 13.     | 232 kg | 13.     |

### Żeglarstwo
Mężczyźni
| Zawodnik           | Konkurencja | Wyścig | Wyścig | Wyścig | Wyścig | Wyścig | Wyścig | Wyścig | Wyścig | Wyścig | Wyścig | Wyścig | Wyścig | Wyścig | Punkty | Finałowa pozycja |
| Zawodnik           | Konkurencja | 1      | 2      | 3      | 4      | 5      | 6      | 7      | 8      | 9      | 10     | 11     | 12     | M      | Punkty | Finałowa pozycja |
| ------------------ | ----------- | ------ | ------ | ------ | ------ | ------ | ------ | ------ | ------ | ------ | ------ | ------ | ------ | ------ | ------ | ---------------- |
| Jean-Marc Gardette | RS:X        | 36     | 35     | 33     | 31     | 23     | 31     | 29     | DNF    | 35     | DNF    | 32     | 33     | NQ     | 355    | 33.              |
| Rodney Govinden    | Laser       | 45     | 41     | 47     | 37     | 43     | 37     | 41     | 41     | 43     | 38     | n\a    | n\a    | NQ     | 365    | 45.              |
| Allan Julie        | Finn        | 23     | 17     | 23     | 21     | 17     | 18     | 23     | 23     | 22     | 23     | n\a    | n\a    | NQ     | 197    | 23.              |